# 别尔赫
别尔赫，是西班牙阿拉贡自治区韦斯卡省的一个市镇。总面积145平方公里，总人口224人（2001年），人口密度2人/平方公里。